# Lindhorst (Seevetal)
Lindhorst – miejscowość w gminie Seevetal w powiecie Harburg w niemieckim kraju związkowym Dolna Saksonia. Należy do gminy Seevetal od 1 lipca 1972 roku. Lindhorst liczy 812 mieszkańców (30.06.2008) i jest jedną z mniejszych dzielnic gminy. 

## Położenie
Niewielka część mieszkańców żyje w Lindhorster Heide położonym na zachód od właściwego Lindhorst, na granicy z gminą samodzielną Rosengarten. Wschodnią granicę miejscowości stanowi rzeka Seeve.

## Komunikacja
Lindhorst ma bardzo dobre połączenie drogowe dzięki bezpośredniemu położeniu przy autostradzie A1 z węzłem Seevetal-Hittfeld.

## Gospodarka
Lindhorst ma wiejskie oblicze, otoczone jest polami uprawnymi i łąkami.
Nie ma tu przemysłu, ani centrum handlowego. Na zakupy najlepiej udać się do pobliskiego Hittfeld. Również tam znajdują się szkoły dla dzieci z Lindhorst.